# Tommy Thayer
Tommy Thayer (født 7. november 1960 i Portland, Oregon, USA) er en amerikansk guitarist, sangskriver og sanger, kendt for at have overtaget Ace Frehleys rolle som "The Spaceman" i det amerikanske hård-rock band KISS.

## Diskografi

### Med Black 'n Blue
- Black 'N Blue (1984)
- Without Love (1985)
- Nasty Nasty (1986)
- In Heat (1988)

### Med Harlow
- Harlow (1990) [1]

### Med Kiss
- Hot in the Shade (1989) (co-wrote, played electroacoustic guitar on "Betrayed" and "The Street Giveth & the Street Taketh Away")
- Revenge (1992) (backing vocals)
- Carnival of Souls: The Final Sessions (1997) (co-wrote "Childhood's End")
- Psycho Circus (1998) (played all Lead Guitar except for "Into the Void", "In Your Face" & "You Wanted the Best", which was performed by original guitarist Ace Frehley, and "Within", "Raise Your Glasses" and "Dreamin'", which was done by Kiss ex-guitarist Bruce Kulick)[2]
- Jigoku-Retsuden (2008)[3]
- Sonic Boom (2009)
- Monster (2012)

### Med Thayer-St.James
- The Lost Tapes (2022)

### Gæsteoptræden
- Loverboy – Lovin' Every Minute of It (1985) (additional backing vocals)
- Doro – Doro (1990) (played lead, rhythm & acoustic guitars on the album and co-wrote the song "Rock On")